# 彰化市 (州轄市)
彰化市（日语：／ Shōka shi */?）為1933年至1945年間存在之行政區，轄屬台中州的州轄市，由彰化街、南郭、大竹合併設立而來。今彰化縣彰化市。

#### 附註
1. 彰化市章來自彰化街章徵選的第一名，徵選結果於1922年6月公布，設計者為辰已義。圖案由彰化的「化」與八卦山的「八」所構成。
2. ↑  彰化市章來自彰化街章徵選的第一名，徵選結果於1922年6月公布，設計者為辰已義。圖案由彰化的「化」與八卦山的「八」所構成。

## 行政區劃
彰化街原僅彰化1個大字，其在1933年12月20日合併南郭庄、大竹庄並升格為「彰化市」，彰化市轄域內分為彰化、南郭、西勢子、牛稠子、大埔、莿桐脚、西門口、阿夷、番社口、渡船頭、大竹、快官、田中央等13個大字。
- 彰化大字下有「北門」、「東門」、「西門」、「南門」、「市子尾」小字名
- 南郭大字下有「南郭」、「坑子內」小字名
- 西勢子大字下有「過溝子」、「西勢子」小字名
- 牛稠子大字下有「牛稠子」、「中庄子」、「下廍」、「山脚」小字名
- 阿夷大字下有「阿夷」、「茄苳脚」、「寶廍」、「柴坑子」小字名
- 番社口大字下有「番社口」、「牛埔子」小字名
- 渡船頭大字下有「渡船頭」、「山寮」小字名
- 大竹大字下有「大竹」、「安溪寮」小字名[1]

## 區及通稱町名
1935年10月19日，彰化市劃設20區，並指派區長以輔助行政事務，其劃分如下：彰化第一區、彰化第二區、彰化第三區、東門第一區、東門第二區、東門第三區、東門第四區、北門外第一區、北門外第二區、北門外第三區、北門外第四區、西門第一區、西門第二區、西門第三區、西門第四區、南郭區、莿桐腳區、阿夷區、大竹區、快官區。
1941年9月26日，調整為以下9區，並公告15個通稱町名：
| 區名     | 區域                                                                                 | 通稱町名 |
| -------- | ------------------------------------------------------------------------------------ | -------- |
| 中區     | 北門(部分)、南門(部分)、東門(部分)、西門(部分)                                       | 本町     |
| 中區     | 北門(部分)、東門(部分)、北門外(部分)、西門(部分)                                     | 表町     |
| 中區     | 東門(部分)、北門外(部分)、南郭字南郭(部分)                                           | 宮前町   |
| 東區     | 南郭字南郭(部分)、市子尾(部分)                                                       | 楠町     |
| 東區     | 南郭字南郭(部分)                                                                     | 大和町   |
| 東區     | 南郭字南郭(部分)、大埔(部分)、南郭字坑子內                                           | 旭町     |
| 西區     | 西門(部分)、南門(部分)、北門(部分)、南郭字南郭(部分)                                 | 末廣町   |
| 西區     | 西門(部分)、西勢子字西勢子(部分)、西勢字過溝子(部分)                                 | 新富町   |
| 西區     | 西門(部分)、西勢子字西勢子(部分)、西門口(部分)、南郭(部分)、大埔(部分)               | 富田町   |
| 南區     | 東門(部分)、南門(部分)、南郭字南郭(部分)                                             | 榮町     |
| 南區     | 南門(部分)門(部分)、南郭字南郭(部分)                                                 | 幸町     |
| 南區     | 南郭字南郭(部分)、大埔(部分)                                                         | 千歲町   |
| 北區     | 西門(部分)、北門外(部分)、市子尾(部分)、西勢子字過溝子(部分)                         | 春日町   |
| 北區     | 市子尾(部分)、西勢字過溝子(部分)、牛稠子字牛稠子(部分)                               | 泉町     |
| 北區     | 西勢子字西勢子(部分)、西勢子字過溝子(部分)、牛稠子字牛稠子(部分)、牛稠子字下廍(部分) | 新高町   |
| 莿桐腳區 | 莿桐腳、西門口(部分)、西勢子字西勢子(部分)                                           | -        |
| 阿夷區   | 阿夷、牛稠子字牛稠子(部分)、牛稠子字下廍(部分)                                       | -        |
| 大竹區   | 大竹、番社口、渡船頭、牛稠子字山腳、牛稠子字中庄子                                   | -        |
| 快官區   | 快官、田中央                                                                         | -        |

1944年，調整為38個通稱町名，町名如下：
| 區名     | 通稱町名                                                               |
| -------- | ---------------------------------------------------------------------- |
| 中區     | 本町、表町、宮前町                                                     |
| 東區     | 楠町、大和町、旭町、坑子內町                                           |
| 西區     | 北末廣町、南末廣町、新富町、富田町                                     |
| 南區     | 東榮町、西榮町、幸町、千歲町、大埔町、湳尾町                           |
| 北區     | 東春日町、西春日町、泉町、新高町                                       |
| 莿桐腳區 | 北莿桐腳町、南莿桐腳町、平和厝町、水尾町                               |
| 阿夷區   | 牛稠子町、阿夷町、寶廍町、茄苳腳町                                     |
| 大竹區   | 大竹第一町、大竹第二町、番社口町、牛埔子町、渡船頭町、柴坑子町、山腳町 |
| 快官區   | 快官町、田中央町、石牌坑町、竹巷町                                     |

## 歷任首長

### 市尹
| 任次 | 肖像 | 姓名 (生–卒)          | 在任時間       | 在任時間       | 備註 |
| ---- | ---- | --------------------- | -------------- | -------------- | ---- |
| 1    |      | 佐藤房吉 (？－？)     | 1933年12月20日 | 1935年9月2日   |      |
| 2    |      | 小山政太郎 (1882－？) | 1935年9月2日   | 1936年12月28日 |      |
| 3    |      | 安詮院貞熊 (1889－？) | 1936年12月28日 | 1939年4月21日  |      |
| 4    |      | 小島猛 (1895－？)     | 1939年4月21日  | 1940年10月28日 |      |

#### 附註
1. ↑  原臺北州基隆郡守。
2. ↑  改任臺中州臺中市尹。
3. ↑  原新竹州苗栗郡守。
4. ↑  改任市長。

### 市長
| 任次 | 肖像 | 姓名 (生–卒)        | 在任時間       | 在任時間       | 備註 |
| ---- | ---- | ------------------- | -------------- | -------------- | ---- |
| 1    |      | 小島猛 (1895－？)   | 1940年10月28日 | 1941年1月31日  |      |
| 2    |      | 大井又次 (1895－？) | 1941年1月31日  | 1945年10月25日 |      |

#### 附註
1. ↑  原市尹。
2. ↑  改任高雄州高雄市長。
3. ↑  原臺中州大甲郡守。

## 行政機關
- 彰化郡役所（原址在彰化縣政府 ）

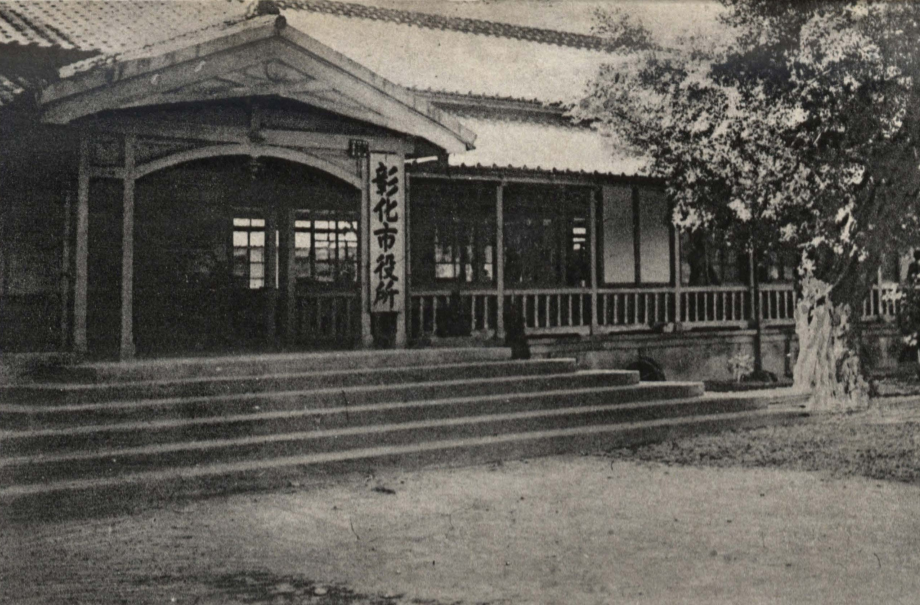
日治時期的彰化市役所

- 彰化市役所（原位於台灣銀行彰化支店對面，後來遷至今 彰化市公所的位置 [4]）

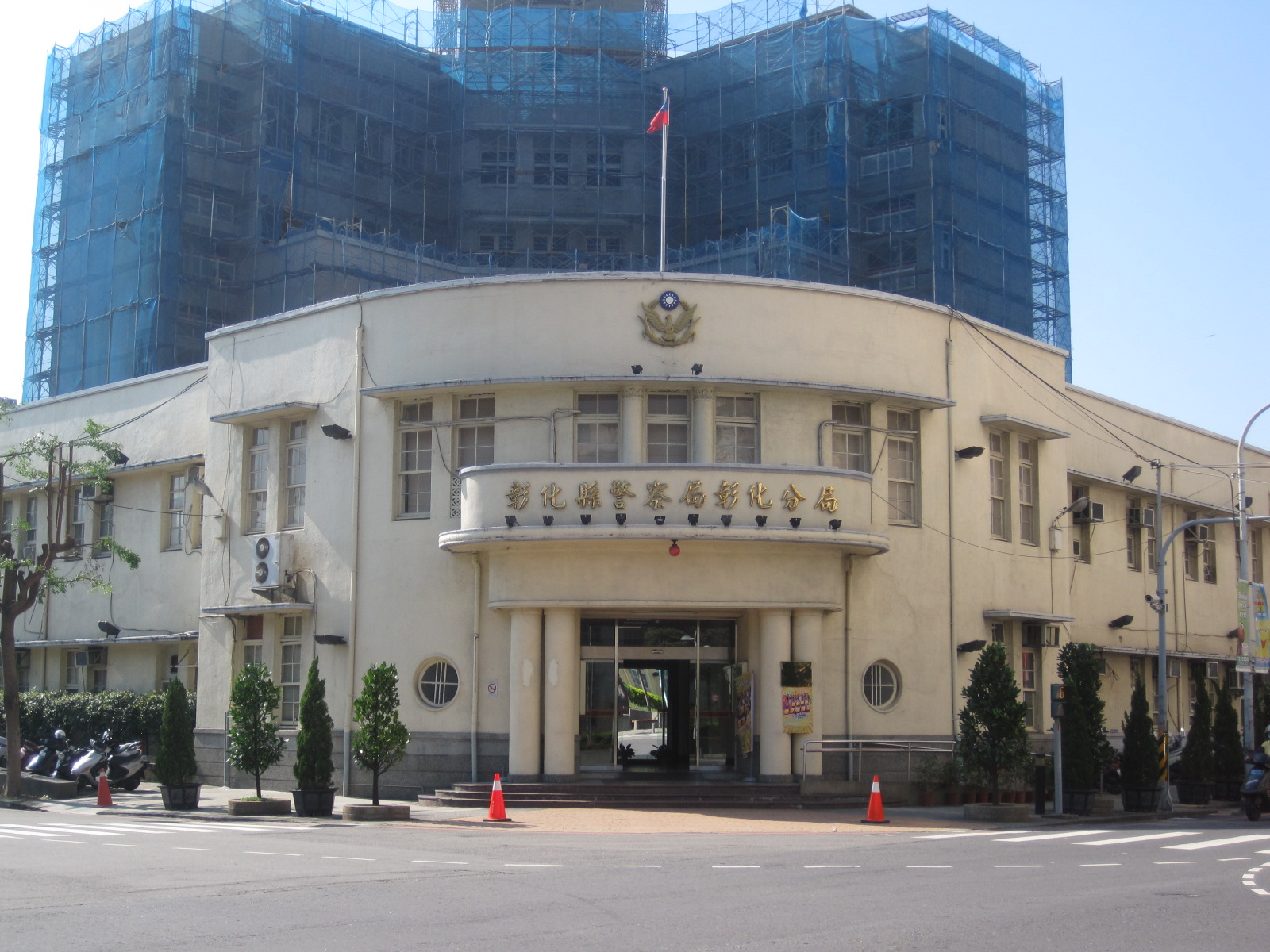
原彰化警察署

- 彰化消防組
- 彰化警察署原彰化警察署
  - 直轄派出所
  - 東門派出所
  - 西門派出所
  - 北門外派出所
  - 南郭派出所
  - 莿桐腳派出所
  - 阿夷派出所
  - 大竹派出所
  - 快官派出所
- 彰化郵便局
- 台中地方法院彰化出張所
- 彰化米穀檢查所
- 彰化帽子檢查所
- 彰化水利組合（管理東西圳）
- 八堡圳水利組合（管理劉厝圳、金屯圳）[5]

## 交通

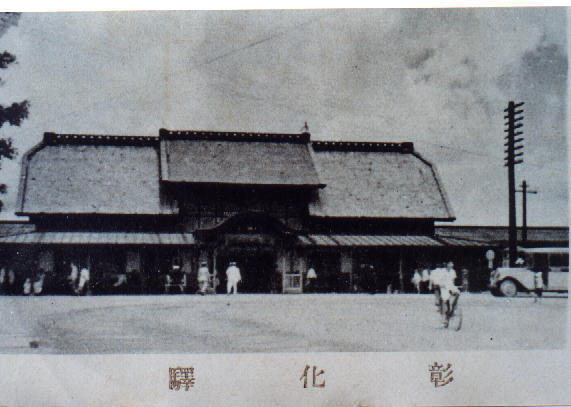
日治時期的彰化驛

#### 官設鐵道
- 彰化車站（縱貫線、海岸線轉乘）

#### 私設鐵道
- 大日本製糖經營：彰化—鹿港、彰化—線西
- 彰化輕鐵經營：彰化—草屯

## 教育

### 初等教育

彰化市中山國小北棟教室

#### 小學校
- 彰化尋常高等小學校→彰化市大和國民學校（原址在今 彰化市公所，1936年遷至今 彰化高中的位置[4]）

#### 公學校[6]
- 彰化第一公學校→彰化市楠國民學校（今 中山國小）
- 彰化女子公學校→彰化市春日國民學校（今 民生國小）
- 彰化旭公學校→彰化市旭國民學校（今 南郭國小）
- 大竹公學校→彰化市大竹國民學校（今 大竹國小）
- 快官公學校→彰化市梅園國民學校（今 快官國小）
- 彰化市旭國民學校富田分教場（今 平和國小）
- 大竹公學校阿夷分教場→彰北公學校→彰化市寶國民學校（今 泰和國小）

### 中等教育

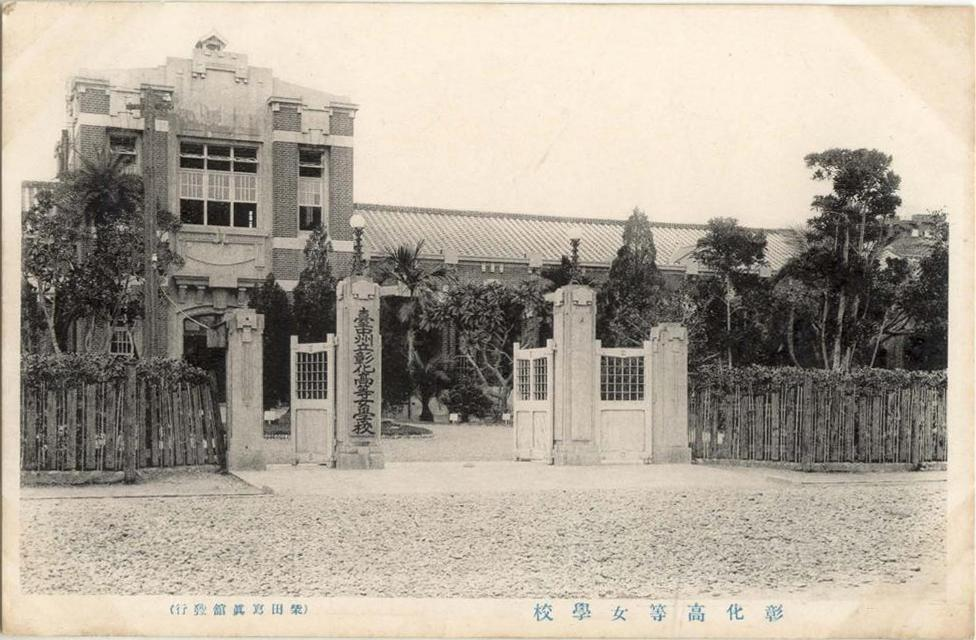
州立彰化高等女學校

#### 中學校
- 彰化中學校（今 彰化高中）

#### 高等女學校
- 彰化高等女學校（今 彰化女中）

#### 實業教育
- 臺中州市立彰化商業專修學校（1942年廢止）
- 臺中州市立彰化商業學校（今 彰化高商）
- 臺中州市立彰化工科學校（今 國立師大附工）
- 彰化商業實踐女學校(今彰化縣立陽明國民中學)

### 其他

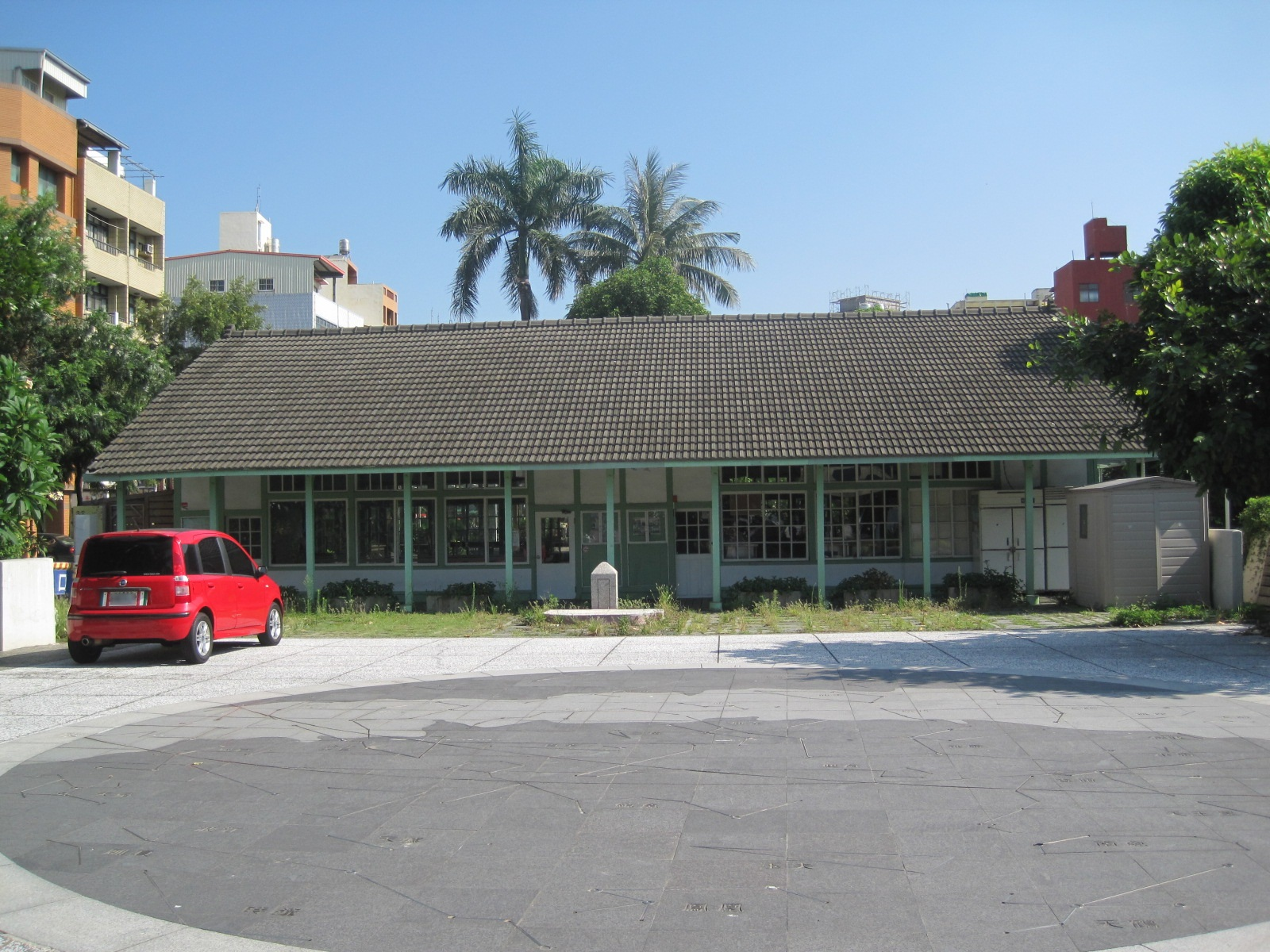
彰化幼稚園

#### 幼稚園
- 彰化幼稚園（位於孔廟旁，今 大成國小，遷至下廍里）
- 私立双葉幼稚園

#### 書房
- 三省堂書房
- 如心齋書房
- 德蒼書房
- 磺溪書房
- 明道書房

## 醫療

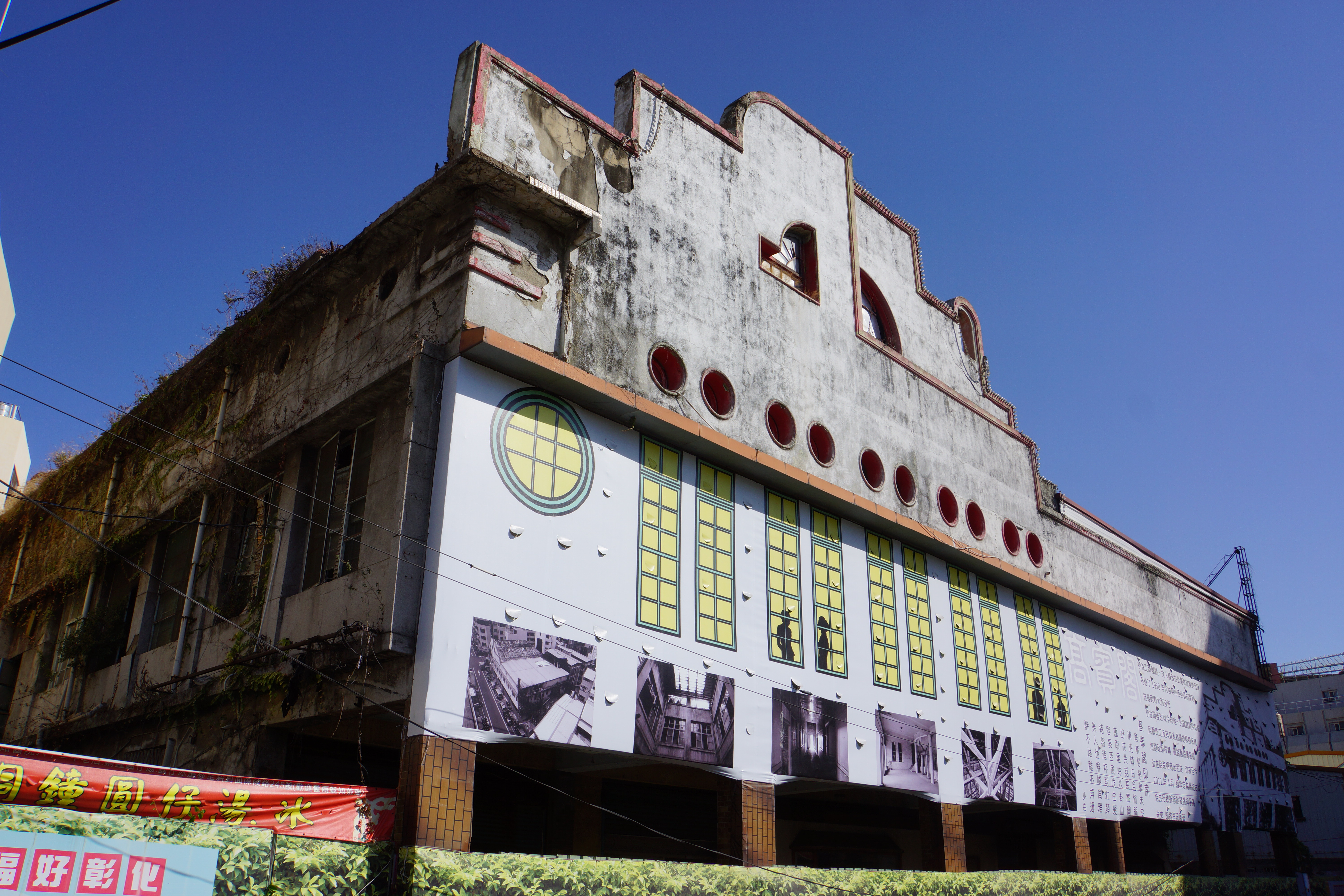
彰化鐵路醫院

- 鐵道部彰化診療所彰化鐵路醫院
- 台中慈惠院彰化診療所
- 基督教醫院（今 彰化基督教醫院）
- 磺溪醫院
- 彰南療養所[5]（隔離病舍）

## 公共設施

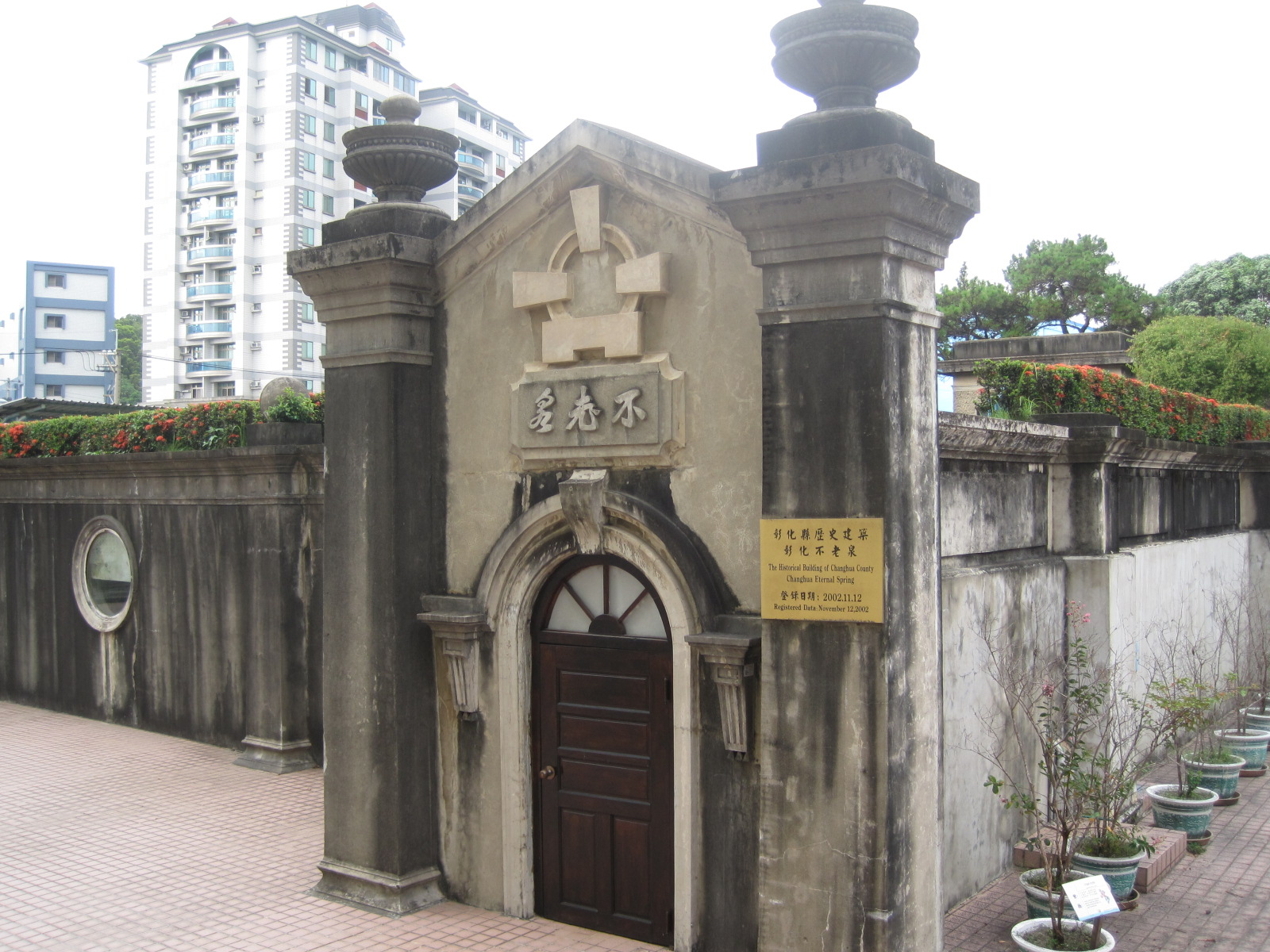
彰化不老泉

彰化南門消費市場

- 彰化市立圖書館
- 彰化公園，公園內設有游泳池（原址位於彰化縣議會）
- 彰化公會堂彰化市公會堂

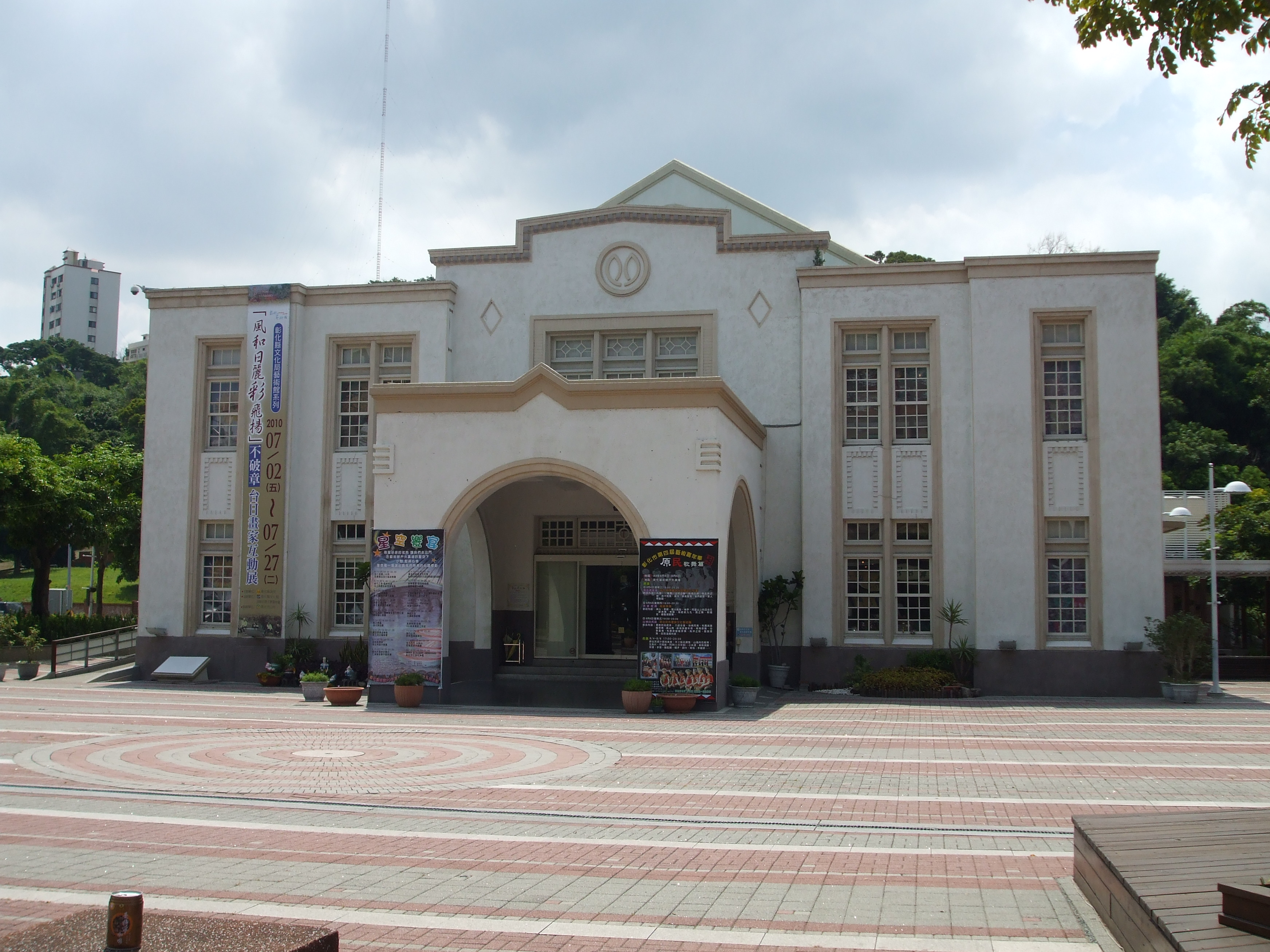
彰化市公會堂

- 彰化水道（自來水供給）彰化不老泉
- 彰化南門消費市場（今 南門市場 ）
- 彰化第二消費市場（舊台汽彰化站）
- 彰化南門消費市場彰化卸市場魚介部（彰化南門消費市場內）
- 彰化卸市場青物部（彰化第二消費市場內）
- 彰化家畜市場
- 彰化武德殿
- 彰化鄰保館（從事社會救濟事業）

## 工商業

### 金融業
- 台灣銀行彰化支店
- 彰化銀行彰化支店
- 彰化振業信用購買販賣利用組合
- 彰化同志信用利用組合
- 彰化建築信用購買利用組合
- 彰化信用利用組合
- 彰化商工庶民利用組合

### 其他

#### 本店
- 大新商事株式會社（販售麵粉、罐頭）
- 台灣製帽株式會社
- 台灣叺株式會社（販售繩子）
- 大和商事株式會社（販售瓦、礦泉水）
- 日章商事株式會社（販售麵粉）
- 彰化輕鐵株式會社（經營彰化—草屯間運輸）
- 彰化建築株式會社
- 昭和信託株式會社
- 三和水產株式會社
- 豐倉株式會社（倉庫業）
- 台灣鑛泉株式會社
- 南方纖維工業株式會社[7]（戰後為台灣工礦公司紡織分公司彰化廠）

#### 分店
- 台灣電力株式會社彰化出張所
- 臺灣合同鳳梨株式會社台中出張所
- 國際通運株式會社彰化支店
- 台灣運輸株式會社彰化支店
- 台灣爆竹株式會社彰化支店
- 台灣倉庫株式會社彰化支店
- 丸一運送株式會社彰化支店[8]
- 日本商船組彰化支店

## 名勝舊蹟
- 御遺蹟御駐營址紀念碑，位於彰化市役所前

彰化神社

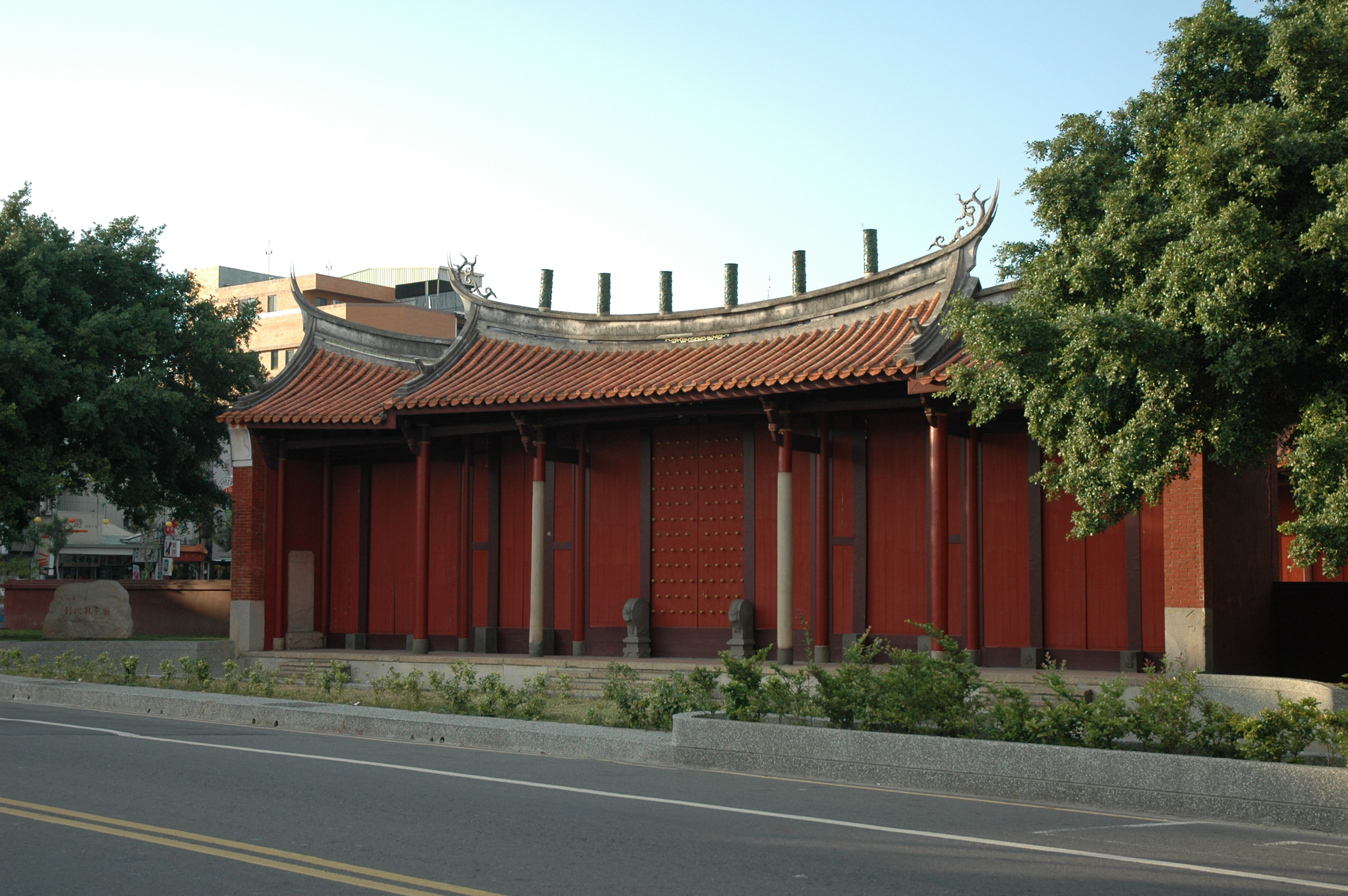
彰化孔子廟

- 八卦山御遺蹟地，位於八卦山頂（今 八卦山大佛）
- 八卦山展望台
- 彰化溫泉
- 彰化神社
- 彰化孔子廟
- 南瑤宮

## 休閒娛樂
- 和樂座（由彰化劇場株式會社經營，戰後為和樂戲院）
- 彰化座[9]（戰後為彰化戲院）
- 彰化遊廓（暫定古蹟：彰化新町花街連棟街屋[10]）

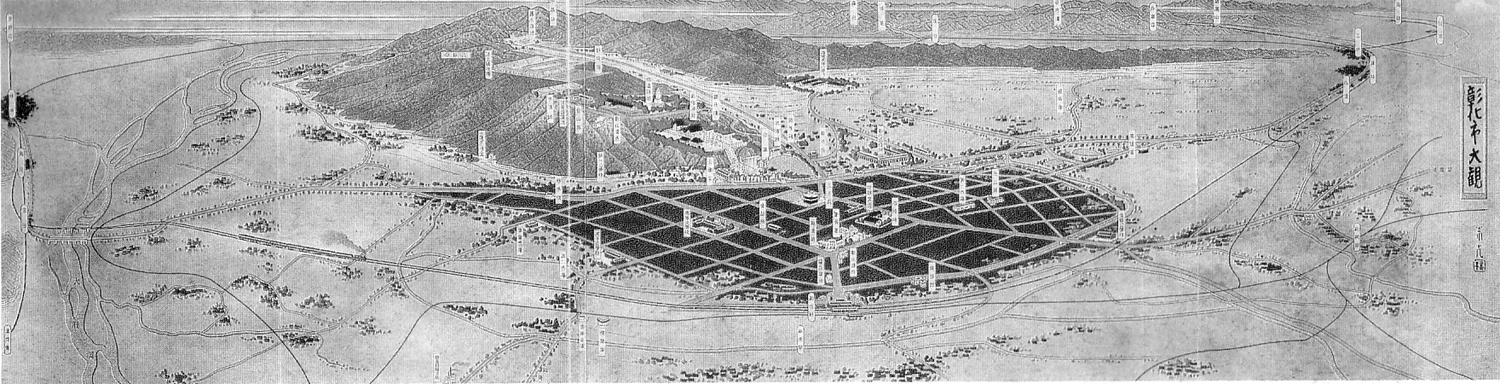
1935年日人金子常光手繪的《彰化市大觀》

### 出處
1. ↑  《臺灣總督府行政區域便覽》
2. ↑  . 彰化市報 第140號 (臺灣新聞). 1935-10-22.
3. ↑  . 彰化市報 號外 (臺灣新聞). 1941-09-26.
4. 1 2  . 中研院台灣史研究所 臺灣總督府職員錄系統. （原始内容存档于2021-03-04）.
5. 1 2  . 彰化市役所. 1938-02-28. （原始内容存档于2019-08-20）.
6. ↑  泉君の日本語教育史講座／台灣公學校史編. . （原始内容存档于2018-11-06）.
7. ↑  株式會社臺灣銀行. . 1943-05-01. （原始内容存档于2019-08-23）.
8. ↑  彰化市役所、彰化商工會議所. . 1939-10-02. （原始内容存档于2020-08-04）.
9. ↑  . 中央研究院人社中心GIS專題中心暨國立清華大學臺灣文學研究所石婉舜研究室. （原始内容存档于2022-02-09）.
10. ↑  彰化縣政府文化局. . 2018-11-27. （原始内容存档于2019-08-23）.